# Dysoxylum nutans
Dysoxylum nutans är en tvåhjärtbladig växtart som först beskrevs av Carl Ludwig von Blume, och fick sitt nu gällande namn av Friedrich Anton Wilhelm Miquel. Dysoxylum nutans ingår i släktet Dysoxylum och familjen Meliaceae. Inga underarter finns listade i Catalogue of Life.